# Warren Bondo
Warren Pierre Bondo (Évry, 15 settembre 2003) è un calciatore francese, centrocampista della Cremonese, in prestito dal Milan.

## Caratteristiche tecniche
Si distingue per corsa, esplosività, senso della posizione e applicazione ma, a volte, appare eccessivamente irruento.

## Carriera

### Club

#### Giovanili e Nancy
Nato ad Évry, Bondo ha trascorso il periodo giovanile con Corbeil-Essones, Viry-Châtillon, Brétigny e Nancy. Nell'agosto 2019 ha firmato il suo primo contratto professionistico e l'anno successivo è stato promosso nella seconda squadra.
Il 24 novembre 2020 ha debuttato in prima squadra nel secondo tempo dell'incontro di Ligue 2 perso 1-0 contro il Grenoble, venendo espulso dopo 14 minuti dal suo ingresso. Il 22 dicembre dello stesso anno ha segnato il suo primo gol nel pareggio per 3-3 contro il Chambly.

#### Monza e prestito alla Reggina
Il 10 giugno 2022 ha annunciato la sua partenza dal club a parametro zero dopo la retrocessione in Championnat National. Due settimane dopo è stato ingaggiato dal Monza neopromosso in Serie A, con cui ha siglato un contratto di tre anni. Ha debuttato il 30 agosto nei minuti finali dell'incontro di campionato perso 3-0 contro la Roma.
Il 31 gennaio 2023 è stato prestato alla Reggina fino al termine della stagione, dove ottiene 3 presenze.
Tornato al Monza alla fine del prestito, trova il suo primo gol in Serie A il 18 febbraio 2024 contro il Milan nella vittoria sui milanesi per 4-2.

#### Milan e prestito alla Cremonese
Il 3 febbraio 2025, il centrocampista francese si trasferisce a titolo definitivo nelle ultime ore di mercato al Milan. Esordisce in rossonero l'8 marzo nel successo esterno in casa del Lecce (3-2), giocando titolare.  Nella seconda metà della stagione complessivamente gioca ulteriori 4 partite in Serie A con il club rossonero.
Il 12 agosto 2025 viene mandato in prestito alla Cremonese fino al termine della stagione..

### Nazionale
Nel maggio 2023 è stato convocato dalla Francia under 20 per il Campionato mondiale.

## Statistiche

### Presenze e reti nei club
Statistiche aggiornate al 15 marzo 2025.
| Stagione        | Squadra         | Campionato      | Campionato | Campionato | Coppe nazionali | Coppe nazionali | Coppe nazionali | Coppe continentali | Coppe continentali | Coppe continentali | Altre coppe | Altre coppe | Altre coppe | Totale | Totale | Totale |
| Stagione        | Squadra         | Comp            | Pres       | Reti       | Comp            | Pres            | Reti            | Comp               | Pres               | Reti               | Comp        | Pres        | Reti        | Pres   | Reti   |        |
| --------------- | --------------- | --------------- | ---------- | ---------- | --------------- | --------------- | --------------- | ------------------ | ------------------ | ------------------ | ----------- | ----------- | ----------- | ------ | ------ | ------ |
| 2020-2021       | Nancy 2         | N3              | 6          | 1          | -               | -               | -               | -                  | -                  | -                  | -           | -           | -           | 6      | 1      |        |
| 2021-2022       | Nancy 2         | N3              | 5          | 0          | -               | -               | -               | -                  | -                  | -                  | -           | -           | -           | 5      | 0      |        |
| Totale Nancy 2  | Totale Nancy 2  | Totale Nancy 2  | 11         | 1          |                 | -               | -               |                    | -                  | -                  |             | -           | -           | 11     | 1      |        |
| 2020-2021       | Nancy           | L2              | 13         | 1          | CF              | 1               | 0               | -                  | -                  | -                  | -           | -           | -           | 14     | 1      |        |
| 2021-2022       | Nancy           | L2              | 21         | 1          | CF              | 4               | 0               | -                  | -                  | -                  | -           | -           | -           | 25     | 1      |        |
| Totale Nancy    | Totale Nancy    | Totale Nancy    | 34         | 2          |                 | 5               | 0               |                    | -                  | -                  |             | -           | -           | 39     | 2      |        |
| 2022-gen. 2023  | Monza           | A               | 4          | 0          | CI              | 1               | 0               | -                  | -                  | -                  | -           | -           | -           | 5      | 0      |        |
| gen.-giu. 2023  | Reggina         | B               | 3          | 0          | CI              | 0               | 0               | -                  | -                  | -                  | -           | -           | -           | 3      | 0      |        |
| 2023-2024       | Monza           | A               | 25         | 1          | CI              | 0               | 0               | -                  | -                  | -                  | -           | -           | -           | 25     | 1      |        |
| 2024-feb. 2025  | Monza           | A               | 20         | 0          | CI              | 2               | 0               | -                  | -                  | -                  | -           | -           | -           | 22     | 0      |        |
| Totale Monza    | Totale Monza    | Totale Monza    | 49         | 1          |                 | 3               | 0               |                    | -                  | -                  |             | -           | -           | 52     | 1      |        |
| feb.-giu. 2025  | Milan           | A               | 4          | 0          | CI              | 1               | 0               | UCL                | -                  | -                  | SI          | -           | -           | 5      | 0      |        |
| 2025-2026       | Cremonese       | A               | -          | -          | CI              | -               | -               | -                  | -                  | -                  | -           | -           | -           | -      | -      |        |
| Totale carriera | Totale carriera | Totale carriera | 101        | 4          |                 | 9               | 0               |                    | -                  | -                  |             | -           | -           | 110    | 4      |        |